# Draken International
Draken International, LLC — американская частная военная компания, предоставляющая боевые самолеты различным клиентам. Центральный офис компании расположен в международном аэропорту Лейкленд Линдер, штат Флорида, а дополнительная операционная база — на авиабазе Неллис, штат Невада.
В спектр услуг Draken International входят: выступление в роли эскадрильи агрессора (Red Air, с англ. — «красное небо»), joint terminal attack controller (JTAC), ближняя воздушная поддержка (CAS), обучение летному мастерству, моделирование угрозы, поддержка радиоэлектронной войны, воздушное заправление, научные исследования и испытания. Партнерами компании являются Министерство обороны США, оборонные подрядчики и аэрокосмические компании. Все эти услуги предоставляются на базе флота, состоящего из бывших военных самолетов. Генеральный директор компании — Пол Армстронг.

## История
Draken International была основана Джаредом Айзекманом в январе 2012 года в международном аэропорту Лейкленд Линдер. В 2015 году компания получила контракты на обучение пилотов для военно-воздушных сил Национальной гвардии США (ANG) на поле Волк в Висконсине, на обучение пилотов Корпуса морской пехоты США (USMC) на авиабазе Черри Пойнт, Северная Каролина, и в воздушно-наземном боевом центре корпуса морской пехоты Туэнтинайн-Палмс, Калифорния. Кроме того, Draken предоставляет услуги по выступлению в роли эскадрильи агрессора на военной базе ВВС США в Неллис, Лас-Вегас, Невада. Компания также получила контракт на предоставление услуг военно-морским силам Франции.
В ноябре 2018 года Draken International заключила пятилетний контракт с военно-воздушными силами Национальной гвардии США (ANG) на оказание услуг выступления в роли эскадрильи агрессора (Red Air), чтобы обеспечить поддержку крупномасштабных учений по боевой подготовке в США. В октябре следующего года Draken стала одной из семи компаний, получивших контракт с ВВС США в рамках программы ближней воздушной поддержки (CAF CAS).
В 2021 году Королевские Военно-воздушные силы Норвегии объявили о продаже двенадцати истребителей F-16A Fighting Falcon компании Draken International.

## Флот
Компания владеет примерно 150 истребителями, что делает ее обладателем крупнейшего в мире частного флота боевых самолетов. На 2021 год парк компании включал в себя:
- 13 A-4 Skyhawk[8][9]
- 23 L-159E ALCA[10]
- 21 Dassault Mirage F1[11]
- 27 МиГ-21бис[12]
- 12 Atlas Cheetah[13]
- 24 F-16 Fighting Falcon[14][15]
- 15 Dassault Falcon 20, которые были получены при поглощении Cobham Aviation в 2020 году[16][17]